# جاك كورتيس (لاعب كرة قدم)
جاك كورتيس (بالإنجليزية: Jack Curtis)‏ (13 ديسمبر 1888 في المملكة المتحدة - 1955 في المملكة المتحدة) هو لاعب كرة قدم بريطاني (وحمل سابقاً جنسية المملكة المتحدة لبريطانيا العظمى وأيرلندا) في مركز الهجوم. لعب مع توتنهام هوتسبير وستوكبورت كونتي ونادي برينتفورد ونادي سندرلاند ونادي فولهام ونادي ميدلزبره ونادي غاينسبورو ترينيتي وShildon A.F.C. ‏ وSouth Bank F.C. ‏.